# Anaxyrus cognatus
Anaxyrus cognatus är en groddjursart som först beskrevs av Say in James 1823. Den ingår i släktet Anaxyrus och familjen paddor. IUCN kategoriserar arten globalt som livskraftig. Inga underarter finns listade i Catalogue of Life.

## Beskrivning
En tämligen stor padda, honorna kan bli upp till 11,4 cm långa, hanarna upp till 9,5 cm. Huden har en ljus grundfärg, men har på ryggsidan flera, stora, mörka fläckar. Den är också försedd med flera små vårtor, som är rödaktiga hos unga paddor. Skinnet på hanens strupe är mörkt och löst. Buken saknar fläckar, och är vit till blekgul. Huvudet är relativt litet, med en trubbigt avrundad nos. Parotidkörtlarna, giftkörtlarna bakom ögonen, är avlånga. Paddynglen är först svarta på ovansidan med ljusa till varmgula fläckar, men blir senare brunspräckliga och får strax innan förvandlingen de fullbildade paddornas mönster med mörka fläckar på ljus botten. Som mest blir de 2,5 till 3,5 cm långa.

## Ekologi
Arten tolererar torka bättre än de flesta paddor, och förekommer på gräsmarker som prärier, i halvöknar och öknar, gärna med buskartad växtlighet. Den kan dock även påträffas i fuktiga miljöer som flodstränder och i jordbruksbygd (då gärna i närheten av vattendrag),
Paddan är nattaktiv och gömmer sig i vanligtvis grunda, utgrävda, underjordiska utrymmen som de behåller i upp till 6 dagar.
Den förekommer upp till en höjd av 1 800 m, över 2 400 m i Colorado. 
I fångenskap har arten blivit nästan 11 år gammal, men man tror att den kan bli upp till 20 år.

### Föda
Födan för de fullbildade paddorna består nästan helt av leddjur som fjärilar (speciellt broddmaskar, som gör att paddan är ett nyttodjur inom jordbruket), tvåvingar, steklar, skalbaggar, enkelfotingar och kvalster. Paddynglen äter alger, detritus och annat organiskt material som de kan skrapa av från växter och stenar.

### Fortplantning
Paddan blir könsmogen vid mellan 2 och 5 års ålder. Leken äger rum mellan mars och september i den södra delen av utbredningsområdet, maj till juli i norra delen. Djuren leker på grunt vatten i regnvattenspölar, översvämmade områden, dammar och vattenreservoarer. Hanens lockläte är en lång, ofta pulserande drill.
Honan lägger i medeltal omkring 11 000 ägg, vanligtvis under morgon till förmiddag. Äggen kläcks vanligen efter 2 till 7 dagar, och ynglen förvandlas till fullbildade paddor efter ytterligare 17 till 45 dagar beroende på vattentemperatur.

## Utbredning
Anaxyrus cognatus förekommer i Nordamerika från södra Manitoba och sydöstra Alberta i Kanada, över USA där den finns västerut till centrala Montana, östra Wyoming, östra Colorado och sydöstra Kalifornien, österut till västra Minnesota, västra Iowa, Missouri, Oklahoma och norra och västra Texas. Söderut når utbredningsområdet över Sinaloa till Aguascalientes och San Luis Potosí i Mexiko.